# Сајанск
Сајанск (рус. Саянск) град је у Русији у Иркутској области.

## Становништво
| 1979. | 1989.  | 2002.  | 2010.  |
| ----- | ------ | ------ | ------ |
| 8.363 | 38.169 | 43.468 | 40.786 |